# Boisemont (Eure)
Boisemont ist eine Ortschaft und eine ehemalige französische Gemeinde mit 782 Einwohnern (Stand 1. Januar 2022) im Département Eure in der Region Normandie. Sie gehörte zum Arrondissement Les Andelys und zum Kanton Les Andelys. Die Einwohner werden Boisemontais genannt.
Mit Wirkung vom 1. Januar 2019 wurden die ehemaligen Gemeinden Boisemont, Corny und Fresne-l’Archevêque zur Commune nouvelle Frenelles-en-Vexin zusammengelegt und haben in der neuen Gemeinde den Status einer Commune déléguée. Der Verwaltungssitz befindet sich im Ort Boisemont.

## Lage
Boisemont liegt etwa 35 Kilometer ostsüdöstlich von Rouen.
Nachbarortschaften von Boisemont sind Mesnil-Verclives im Norden und Nordwesten, Saussay-la-Campagne im Nordosten, Farceaux im Osten, Suzay im Südosten, Harquency im Süden, Les Andelys im Südwesten, Corny im Westen sowie Écouis im Westen und Nordwesten.

## Bevölkerungsentwicklung
| Jahr                      | 1962 | 1968 | 1975 | 1982 | 1990 | 1999 | 2006 | 2013 |
| Einwohner                 | 460  | 510  | 415  | 451  | 621  | 680  | 775  | 758  |
| Quelle: Cassini und INSEE |      |      |      |      |      |      |      |      |

## Sehenswürdigkeiten

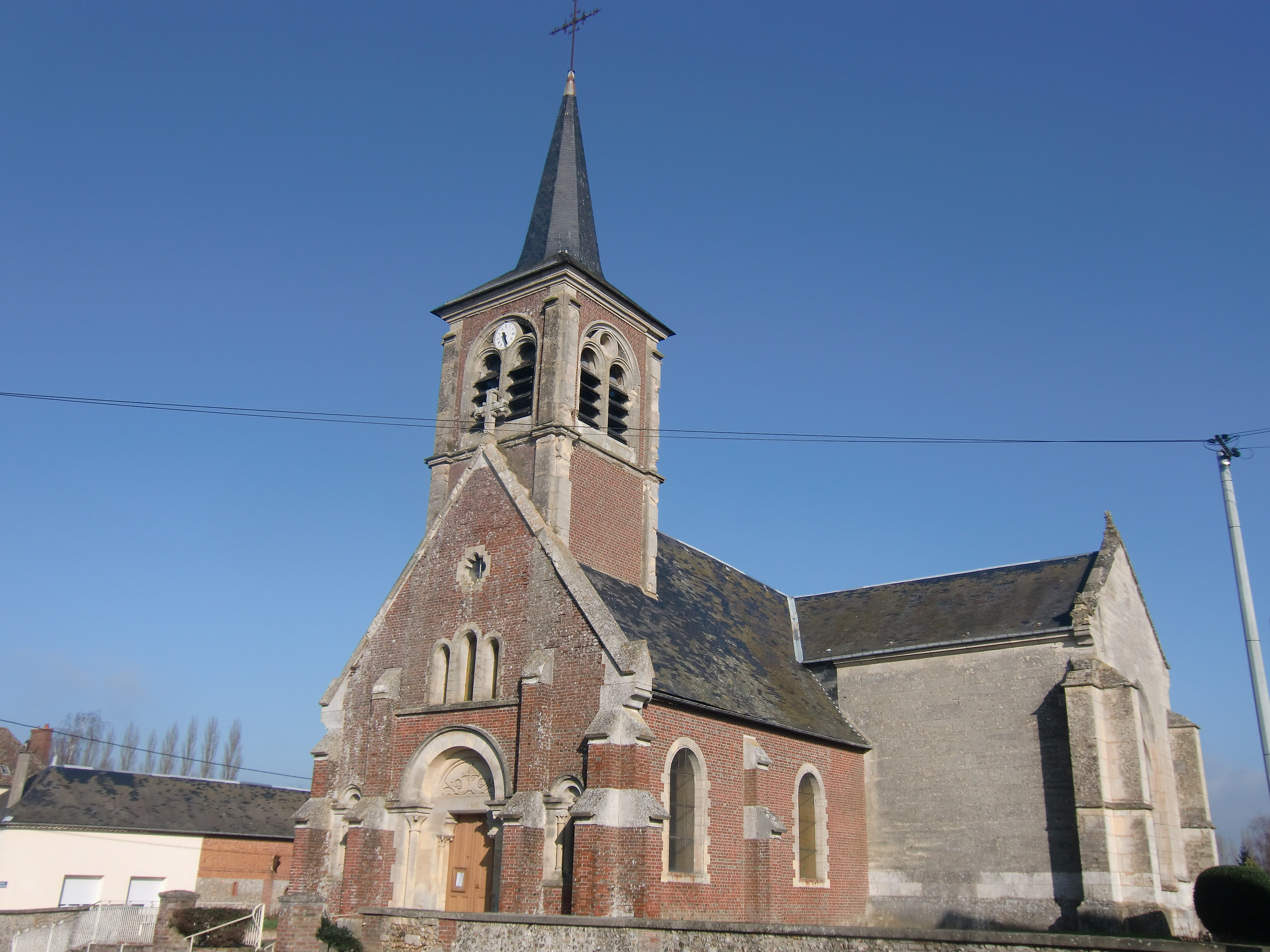
Kirche Saint-Martin

- Kirche Saint-Martin